# Paral·lel 58° nord
El paral·lel 58° nord és una línia de latitud que es troba a 58 graus nord de la línia equatorial terrestre. Travessa Europa, Àsia, l'Oceà Pacífic, Amèrica del Nord l'oceà Atlàntic.

## Geografia
En el sistema geodèsic WGS84, al nivell de 58° de latitud nord, un grau de longitud equival a 59,133 km; la longitud total del paral·lel és de 21.228 km, que és aproximadament 53,1% de la de l'equador, del que es troba a 6.431 km i a 3.571 km del pol Nord
Com tots els altres paral·lels a part de l'equador, el paral·lel 58° nord no és un cercle màxim i no és la distància més curta entre dos punts, fins i tot si es troben al mateix latitud. Per exemple, seguint el paral·lel, la distància recorreguda entre dos punts de longitud oposada és 10.644 km; després d'un cercle màxim (que passa pel Pol Nord), només és 7.142 km.

## Durada del dia
En aquesta latitud, el sol és visible durant 18 hores i 11 minuts a l'estiu, i 6 hores i 27 minuts en solstici d'hivern.

## Arreu del món
Començant al meridià de Greenwich i dirigint-se cap a l'est, el paral·lel 58º passa per:
| Coordenades                               | País, territori o mar | Notes                                                             |
| ----------------------------------------- | --------------------- | ----------------------------------------------------------------- |
| 58° 0′ N, 0° 0′ E / 58.000°N,0.000°E      | Mar del Nord          |                                                                   |
| 58° 0′ N, 7° 2′ E / 58.000°N,7.033°E      | Noruega               | El punt més meridional                                            |
| 58° 0′ N, 7° 32′ E / 58.000°N,7.533°E     | Skagerrak             |                                                                   |
| 58° 0′ N, 11° 32′ E / 58.000°N,11.533°E   | Suècia                |                                                                   |
| 58° 0′ N, 16° 47′ E / 58.000°N,16.783°E   | Mar Bàltic            | Passa just al nord de les illes de Gotland i Fårö, Suècia         |
| 58° 0′ N, 22° 1′ E / 58.000°N,22.017°E    | Estònia               | Illa de Saaremaa                                                  |
| 58° 0′ N, 22° 11′ E / 58.000°N,22.183°E   | Golf de Riga          |                                                                   |
| 58° 0′ N, 24° 25′ E / 58.000°N,24.417°E   | Estònia               |                                                                   |
| 58° 0′ N, 24° 55′ E / 58.000°N,24.917°E   | Letònia               |                                                                   |
| 58° 0′ N, 25° 15′ E / 58.000°N,25.250°E   | Estònia               | Per uns 3 km                                                      |
| 58° 0′ N, 25° 18′ E / 58.000°N,25.300°E   | Letònia               | Per uns 9 km                                                      |
| 58° 0′ N, 25° 27′ E / 58.000°N,25.450°E   | Estònia               |                                                                   |
| 58° 0′ N, 27° 41′ E / 58.000°N,27.683°E   | Rússia                | Passa a través de Perm i Ust-Ilimsk                               |
| 58° 0′ N, 140° 33′ E / 58.000°N,140.550°E | Mar d'Okhotsk         |                                                                   |
| 58° 0′ N, 157° 40′ E / 58.000°N,157.667°E | Rússia                | Kamtxatka                                                         |
| 58° 0′ N, 161° 59′ E / 58.000°N,161.983°E | Mar de Bering         |                                                                   |
| 58° 0′ N, 157° 37′ O / 58.000°N,157.617°O | Estats Units          | Alaska – península d'Alaska                                       |
| 58° 0′ N, 155° 2′ O / 58.000°N,155.033°O  | Estret de Shelikof    |                                                                   |
| 58° 0′ N, 153° 5′ O / 58.000°N,153.083°O  | Estats Units          | Alaska – Illa Raspberry i Afognak                                 |
| 58° 0′ N, 152° 47′ O / 58.000°N,152.783°O | Oceà Pacífic          | Golf d'Alaska                                                     |
| 58° 0′ N, 136° 31′ O / 58.000°N,136.517°O | Estats Units          | Alaska – Illa Yakobi, illa de Chichagof, Admiralty i el continent |
| 58° 0′ N, 133° 3′ O / 58.000°N,133.050°O  | Canadà                | Colúmbia Britànica Alberta Saskatchewan Manitoba                  |
| 58° 0′ N, 92° 49′ O / 58.000°N,92.817°O   | Badia de Hudson       |                                                                   |
| 58° 0′ N, 77° 12′ O / 58.000°N,77.200°O   | Canadà                | Quebec Terranova i Labrador                                       |
| 58° 0′ N, 62° 9′ O / 58.000°N,62.150°O    | Oceà Atlàntic         |                                                                   |
| 58° 0′ N, 7° 6′ O / 58.000°N,7.100°O      | Regne Unit            | Escòcia - Illa de Lewis i Harris                                  |
| 58° 0′ N, 6° 23′ O / 58.000°N,6.383°O     | El Minch              |                                                                   |
| 58° 0′ N, 5° 19′ O / 58.000°N,5.317°O     | Regne Unit            | Escòcia                                                           |
| 58° 0′ N, 3° 52′ O / 58.000°N,3.867°O     | Mar del Nord          |                                                                   |